# Pseudorhacochelifer canariensis
Pseudorhacochelifer canariensis är en spindeldjursart som beskrevs av Volker Mahnert 1997. Pseudorhacochelifer canariensis ingår i släktet Pseudorhacochelifer och familjen tvåögonklokrypare. Inga underarter finns listade i Catalogue of Life.